# 貢藤十六
貢藤 十六（くどう とうろく、1974年7月16日 - ）は、主に、広島ローカルで活動しているラジオDJ、ラジオパーソナリティ、広島のローカルタレント。
大阪府大阪市出身。ウェルストンプロモーション所属。

## 概要
大阪府や広島県を中心に活躍するラジオDJ。他業種でのサラリーマン生活の後、2003年から現在のDJに転職し、ラジオ関西や神戸のコミュニティ放送のエフエムムーヴのDJとして活躍する。2006年から広島エフエム放送でDJを開始する。
2011年より石橋竜史の後を受け、Jリーグ・サンフレッチェ広島スタジアムDJに就任した。同年3月に発生した東北地方太平洋沖地震を受けて、被災地支援活動を紹介するホームページを広島市と東広島市在住のDJと立ち上げている。

## 現在の出演

### ラジオ
- サンフレッチェ・ラジオ・サポーターズクラブ “GOA〜L”（2009年4月 - 、広島FM） DJ

## 過去の出演
ラジオDJ
- KOBE LOVE STREET（2004年4月 - 2004年12月、FM MOOV）
- ラジオ関西ジャイアンツナイター（2005年4月 - 2005年9月、ラジオ関西）
- MORNING ALIVE（2006年10月 - 2009年3月、広島FM）
- 本名正憲のきょうもゴゴイチ（2009年4月 - 2009年9月、RCCラジオ） ナレーション
- THE男道（2012年4月 - 2013年3月、広島FM）
- 5COLORS（2013年4月 - 2017年、広島FM） 月・木曜日担当

テレビ
- つじもと地産地消満菜食堂（2009年 - 2013年、RCCテレビ） ナレーション
- ぐるぐるスクール（2012年 - 2016年、広島テレビ） ナレーション
- よくばりアリス（2017年1月 - 2019年9月13日、広島テレビ） ナレーション
  - よくばりアリス外伝「いとうあさこの復活レストラン」（2020年1月4日、広島テレビ） ナレーション
- 道がつなぐ山陰の夢～地域の暮らし・活力を支える山陰道（2018年3月31日、RCCテレビ） ナレーション

舞台
- グンジョーブタイ第4回本公演『散歩する侵略者』（2018年10月26日 - 28日 JMSアステールプラザ）桜井 役

その他
テレビおよびラジオCMナレーション、イベントMC、ゲレンデDJなど